# International New York Times

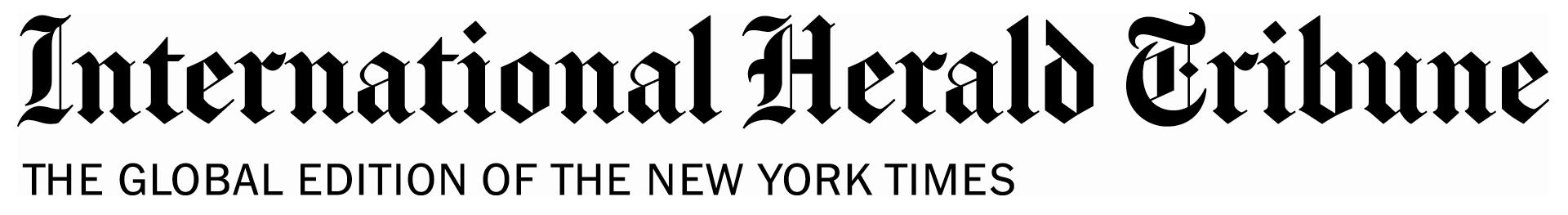
Logotipo do jornal

O International New York Times (conhecido anteriormente como International Herald Tribune - IHT) é um jornal internacional no idioma inglês. Ele combina os recursos de seus próprios correspondentes com os do The New York Times, e é impresso em 38 locais em todo o mundo, além de estar à venda em mais de 160 países e territórios. Com sede em Paris, França, desde 1887, o IHT agora faz parte da The New York Times Company e foi renomeado para International New York Times em 15 de outubro de 2013.

## História
O Paris Herald foi fundado em 4 de outubro de 1887, como a edição europeia do New York Herald pelo pai do proprietário do jornal, James Gordon Bennett Jr. A empresa era sediada em Neuilly-sur-Seine, um subúrbio de Paris.
Depois da morte de Bennett, em 1918, Frank Andrew Munsey comprou o New York Herald e o Paris Herald. Munsey vendeu os dois jornais em 1924 para o New York Tribune e o Paris Herald tornou-se o Paris Herald Tribune, enquanto o jornal de Nova York tornou-se New York Herald Tribune.
Em 1959, John Hay Whitney, um empresário e embaixador dos Estados Unidos no Reino Unido, comprou o New York Herald Tribune e sua edição europeia. Em 1966, o New York Herald Tribune foi incorporado pelo New York World Journal Tribune, que teve curta duração e cessou a publicação, mas a família Whitney manteve o jornal de Paris, passando por parcerias. Em dezembro de 1966, o The Washington Post se tornou o co-proprietário da publicação. O The New York Times' tornou-se co-proprietário do Paris Herald Tribune em maio de 1967, quando o jornal tornou-se conhecido como International Herald Tribune (IHT).

### Aquisição pelo The New York Times
Em 2003, o IHT foi completamente adquirido pela The New York Times Company, depois que a empresa comprou a participação de 50% da The Washington Post Company, em 30 de dezembro de 2002. A aquisição pôs fim a uma parceria de 35 anos entre os dois jornais estadunidenses concorrentes. O Post foi forçado a vender quando o Times ameaçou acabar com a parceria e começar uma publicação concorrente. Como resultado, o Post entrou em um acordo para publicar artigos selecionados na edição europeia do The Wall Street Journal. Desde a aquisição do jornal, o subtítulo é "A edição global do New York Times". Em 2008, a New York Times Company anunciou a fusão dos sites do The New York Times e do IHT. Em março de 2009 o site do IHT tornou-se a versão global do NYTimes.com. O antigo domínio do IHT, o iht.com, agora redireciona para o site global.nytimes.com. Em 2013, a New York Times Company anunciou que o próprio jornal seria rebatizado para The International New York Times, para refletir o foco da empresa em seu jornal principal e para construir a sua presença internacional.